# Neopsittacus musschenbroekii
El lori montano grande (Neopsittacus musschenbroekii) es una especie de ave psittaciforme de la familia Psittaculidae endémica de Nueva Guinea.

## Descripción
El lori montano grande mide alrededor de 23 cm de largo. Su plumaje es principalmente verde, de tonos amarillentos en los flancos, bajo vientre y parte inferior de la cola, contra el que destaca el intenso color rojo de su pecho y vientre. Además presenta un fino veteado amarillento en las mejillas. Su pico es de color amarillo claro, mientras que sus patas son grisáceas. El iris de sus ojos es rojo. Los juveniles solo presentan cierta coloración roja difusa en el pecho y su pico es parduzco claro.

## Distribución y hábitat
El lori montano grande se encuentra a lo largo de toda la Cordillera Central de la isla de Nueva Guinea. Como indica su nombre su hábitat natural son las selvas tropicales de montaña.

## Taxonomía
El lori montano grande fue descrito científicamente por el ornitólogo alemán Hermann Schlegel en 1871. Se reconocen dos subespecies:
- Neopsittacus musschenbroekii major Neumann 1924;
- Neopsittacus musschenbroekii musschenbroekii (Schlegel 1871).